# Go (film)
Go je americký hraný film z roku 1999, který režíroval Doug Liman. Film je složen ze tří příběhů, které začínají stejnou scénou a v závěru se všechny protnou. Snímek měl světovou premiéru na Mezinárodním filmovém festivalu v Miami dne 20. února 1999.

## Děj
Jsou Vánoce, ale zaměstnanci supermarketu mají práci stále. Simon si chce udělat s kamarády výlet do Las Vegas a přemluví Ronnu, aby za něj vzala jeho službu. Ronna potřebuje peníze na nájem, tak jeho nabídku přijme. U pokladny se seznámí s Adamem a Zackem, kteří shánějí Simona, aby jim prodal drogy. Ronna se rozhodne obejít Simona a sežene drogy přímo u jeho překupníka. Netuší však, že Adam a Zack jsou nuceni ke spolupráci s policií jako provokatéři. Simon jede s kamarády do Las Vegas. Zde stihne podpálit hotelový pokoj, ukrást auto a postřelit syna místního mafiána, takže se všichni opět vracejí do Los Angeles. Mafiáni je však najdou podle kreditní karty.

## Obsazení
| William Fichtner | Burke             |
| Desmond Askew    | Simon Baines      |
| Scott Wolf       | Adam              |
| Jay Mohr         | Zack              |
| Sarah Polley     | Ronna Martin      |
| Timothy Olyphant | Todd Gaines       |
| Katie Holmes     | Claire Montgomery |
| Nathan Bexton    | Manny             |
| Taye Diggs       | Marcus            |
| Breckin Meyer    | Tiny              |
| James Duval      | Singh             |
| Melissa McCarthy | Sandra            |
| J. E. Freeman    | Victor st.        |
| Jimmy Shubert    | Victor ml.        |
| Jane Krakowski   | Irene             |
| Tané McClure     | Holly             |
| Zoe Cunningham   | Barbra Le         |